# San Estevan (Belize)
San Estevan è un villaggio distante circa 6 miglia a nordest di Orange Walk Town nel distretto di Orange Walk.